# Amphoe Mueang Buriram
Amphoe Mueang Buriram (thaï : เมืองบุรีรัมย์) est l'amphoe-capital (amphoe mueang) de la province de Buriram.